# PGC 183301
LEDA/PGC 183301 ist eine Galaxie im Sternbild Jungfrau auf der Ekliptik. Sie ist schätzungsweise 175 Millionen Lichtjahre von der Milchstraße entfernt und hat einen Durchmesser von etwa 115.000 Lichtjahren.
Im selben Himmelsareal befinden sich unter anderem die Galaxien NGC 4703, NGC 4716, PGC 43319, PGC 43363.